# Yilmaz Kerimo
Yilmaz Kerimo, född 14 juli 1963 i Midyat i Turkiet, är en svensk socionom och politiker (socialdemokrat). Han var riksdagsledamot 1998–2018, invald för Stockholms läns valkrets.

## Biografi
Kerimo kommer ursprungligen från Turkiet och flyttade till Sverige 1978. Till yrket är han socionom och har arbetat som 1:e socialsekreterare. Han bor i Södertälje.

### Riksdagsledamot
Kerimo kandiderade till riksdagen i valet 1998 och blev ersättare. Han utsågs till statsrådsersättare för Pär Nuder från och med 5 oktober 1998 och tjänstgjorde som statsrådsersättare fram till valet 2002. I valet 2002 blev Kerimo ordinarie riksdagsledamot, vilket han var fram till valet 2010, då han förlorade uppdraget som ordinarie ledamot i riksdagen och blev ersättare. Kerimo utsågs åter till ordinarie riksdagsledamot från och med 19 oktober 2010 sedan Thomas Bodström avsagt sig sitt uppdrag som ledamot. Sedan dess tjänstgjorde Kerimo som ordinarie riksdagsledamot fram till valet 2018.
I riksdagen var Kerimo ledamot i justitieutskottet 2002–2004, socialförsäkringsutskottet 2004–2006 och 2014–2018, konstitutionsutskottet 2006–2010, civilutskottet 2010–2014 och valberedningen 2014–2018. Han var ersättare i riksdagsstyrelsen 2016–2018 och suppleant i Europarådets svenska delegation, justitieutskottet, socialförsäkringsutskottet och utrikesutskottet.

### Politiska frågor
Tillsammans med riksdagskollegan Ingela Nylund Watz har Kerimo föreslagit att etableringsstödet för nyanlända flyktingar i Sverige ska utökas till att gälla under 5-7 år istället för som idag två år. I en motion till Riksdagen september 2009 framförde Kerimo önskemål om bevarande av assyrier/syrianers kulturarv i Turkiet. I ett anförande i riksdagen den 11 mars 2009 framförde Kerimo önskemål att Sveriges riksdag skulle erkänna folkmord på armenier, assyrier/syrianer, kaldéer och pontiska greker, en händelse även kallad Seyfo, utfördes av Ottomanska riket år 1915.

### Insatser inom det assyriska föreningslivet
Kerimo är assyrier/syrian och har varit ordförande för Assyriska riksförbundet. Kerimo var en av grundarna av Assyriska ungdomsförbundet.

### Religiöst engagemang
Kerimo är engagerad inom den syrisk-ortodoxa kyrkan, och är verksam inom det Syrisk-ortodoxa ärkestiftet i Skandinavien.